# 김헌무
김헌무(金憲武, 1940년 ~)는 대구지방법원 등에서 법원장을 역임한 법조인이다.

## 생애
1940년 경상남도 창녕군에서 태어나 경북고등학교와 서울대학교 법학과를 졸업하고 제14회 고등고시 사법과에 합격해 1968년 전주지방법원 판사에 임용되었다. 서울형사지방법원, 대구고등법원, 서울고등법원 등에서 부장판사, 서울민사지방법원에서 민사수석부장판사를 하다가 1991년 3월 5일 법원장으로 승진하여 전주지방법원, 수원지방법원, 청주지방법원, 대구지방법원에서 법원장을 역임하였다.
판사에서 물러난 이후 변호사를 하다가 1995년 9월에 한양대학교에서 수강생 50여명을 상대로 전공필수인 민사소송법을 강의했다.
징역 1년에서 최고 사형에 처해졌다가 재심에서 무죄가 밝혀진 진도 가족 간첩단 사건 당시 1심 판사였던 김헌무는 "서울 형사지방법원 부임해 며칠 안돼 그 판결을 선고하게 돼 있었다. 변명 같지만 구속기간에 쫓겨서 선고할 수 밖에 없는 상황이었다"고 하면서 "기록 잘못봤다고 사과해야겠죠. 그러나 원인을 제공한 사람은 본인이다. 네가 자백 했기 때문이다. 자백 했으면 어째서 그런 판결을 받겠냐"고 말했다.

## 주요 판결
- 서울형사지방법원 합의14부 재판장으로 재직하던 1981년 11월 3일에  전라남도 진도 거점 간첩단 사건 피고인 박동운(농협 진도군지부 예금담당)에게 간첩죄와 반공법위반죄 등을 적용해 사형을 선고하면서 간첩죄, 반공법위반, 간첩방조 혐의로 구속된 박경준(진도군 고군면 부면장)에게 징역5년 자격정지5년, 허현에게 징역1년 자격정지1년 집행유예3년을 선고했으나 재심에서 무죄가 확정되었다.[4] 11월 10일에 재일교포 유학생인 피고인에게 간첩죄와 반공법위반, 국가보안법위반을 적용하여 징역7년 자격정지7년을 선고했으며[5] 서강대학교의 지하 유인물 살포 사건으로 구속된 피고인들에게 국가보안법과 집시법을 적용하여 징역3년 자격정지3년에서 징역8월을 각각 선고했다.[6] 1982년 2월 1일에 서울 원효로 노인 살해 사건으로 구속된 피고인에게 "자백이 사건 현장의 객관적 상황과 모순되고 객관적 합리성이 결여되어 있다. 고문이나 가혹행위가 있었던 수사기관에서 한 자백은 임의성이 없다"며 무죄를 선고했다.[7] 4월 13일에 재일교포 유학생 간첩 사건으로 구속된 연세대 학생 김태홍에게 무기징역을 선고하면서 김태홍에게 포섭된 2명에게는 징역2년 자격정지2년을 각각 선고했다.[8] 7월 5일에 광주 미국문화원 방화사건 주범으로 구속된 정순철에게 현주건조물 방화, 계엄법, 밀항단속법 위반을 적용해 징역5년6월을 선고하면서 고려대 학생 소요를 주도한 뒤에 정순철과 함께 고흥에서 밀항하려다 미수에 그친 박계동에게 밀항단속법 계엄법을 적용해 징역1년6월, 정순철을 숨겨준 원불교 중앙 총부 영산출장소 사무장과 한일은행 돈암동 지점 대리에게 범죄은닉죄를 적용해 징역1년 집행유예2년을 선고했다.[9]
- 서울고등법원 형사2부 재판장으로 있던 1986년 6월 18일에 특수절도죄로 기소되어 1심에서 유죄가 선고되었던 소년수 2명에 대해 "그때는 소년원에 수용되고 있었음이 명백해 공소사실은 믿을 수가 없다"며 무죄를 선고했다.[10] 7월 14일에 전 전학련 삼민투 위원장 허인회 등 고려대생 5명에 대해 [[국가보안법]상 이적단체 구성을 적용해 징역5년 자격정지5년에서 징역1년 자격정지1년을 각각 선고했다.[11] 7월 21일에 전 서울대 총학생회장 김민석 등 서울대 삼민투 사건 항소심 공판에서 김민석과 서울대 삼민투 위원장 함운경에게 징역1년6월 자격정지1년6월, 김연형과 정태호에게 징역4년 자격정지4년 그외 3명에게는 징역1년 자격정지1년을 선고했다.[12] 1987년 3월 17일에 5.3 인천 사태 등과 관련하여 국가보안법 위반 항소심 4차 공판에서 피고인 장기표가 재판부의 저지를 무시하고 반정부 발언을 하자 강제 퇴정한 채 항소를 기각하면서 징역7년 자격정지3년을 선고했다.[13]